# Dichromodes indicataria
Dichromodes indicataria là một loài bướm đêm trong họ Geometridae.